# Allium rhetoreanum
Allium rhetoreanum — вид трав'янистих рослин родини амарилісові (Amaryllidaceae), ендемік Туреччини.

## Поширення
Поширений у південно-східній Туреччині.